# Северни рт
Северни рт (норв. Nordkapp) је једна од најсевернијих тачака Европе на новрешком острву
Магере (норв. Magerøy). Налази се на 71°10‘ северне ширине и 25°47‘ источне дужине. Лети је важна туристичка дестинација због „поноћног Сунца“ које се види у току двомесечног поларног дана.